# Cogo
Kogo (exómino español y endómino), llamada durante la dominación española Puerto Iradier, es una ciudad y un municipio al este de Acalayong, sobre el estuario del río Muni, en la parte continental de Guinea Ecuatorial. Pertenece a la provincia del Litoral y es la capital del Distrito de Kogo. Punto de partida para las excursiones a las islas de Elobey y la isla de Corisco. 

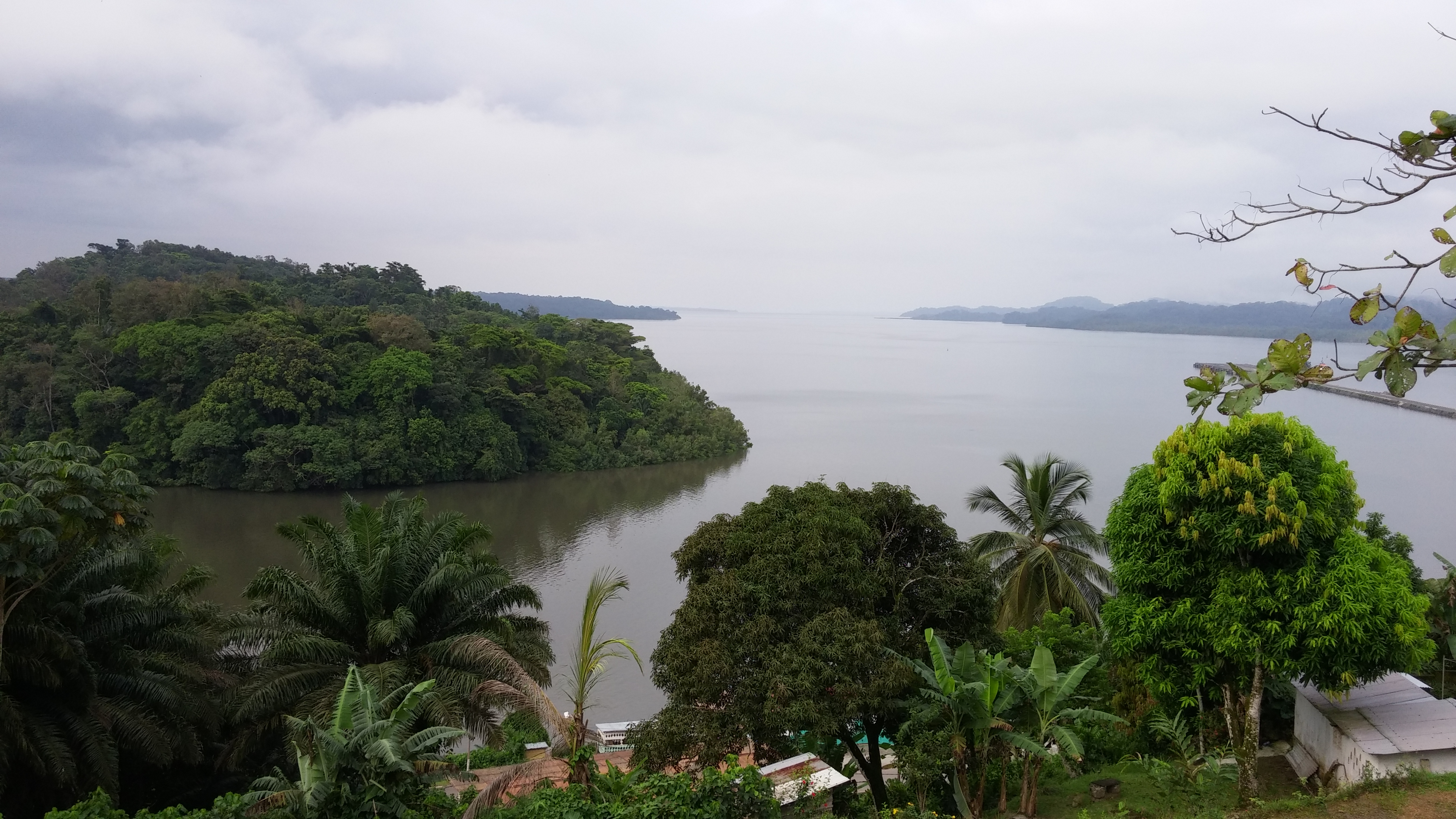
Una vista del estuario del Muni

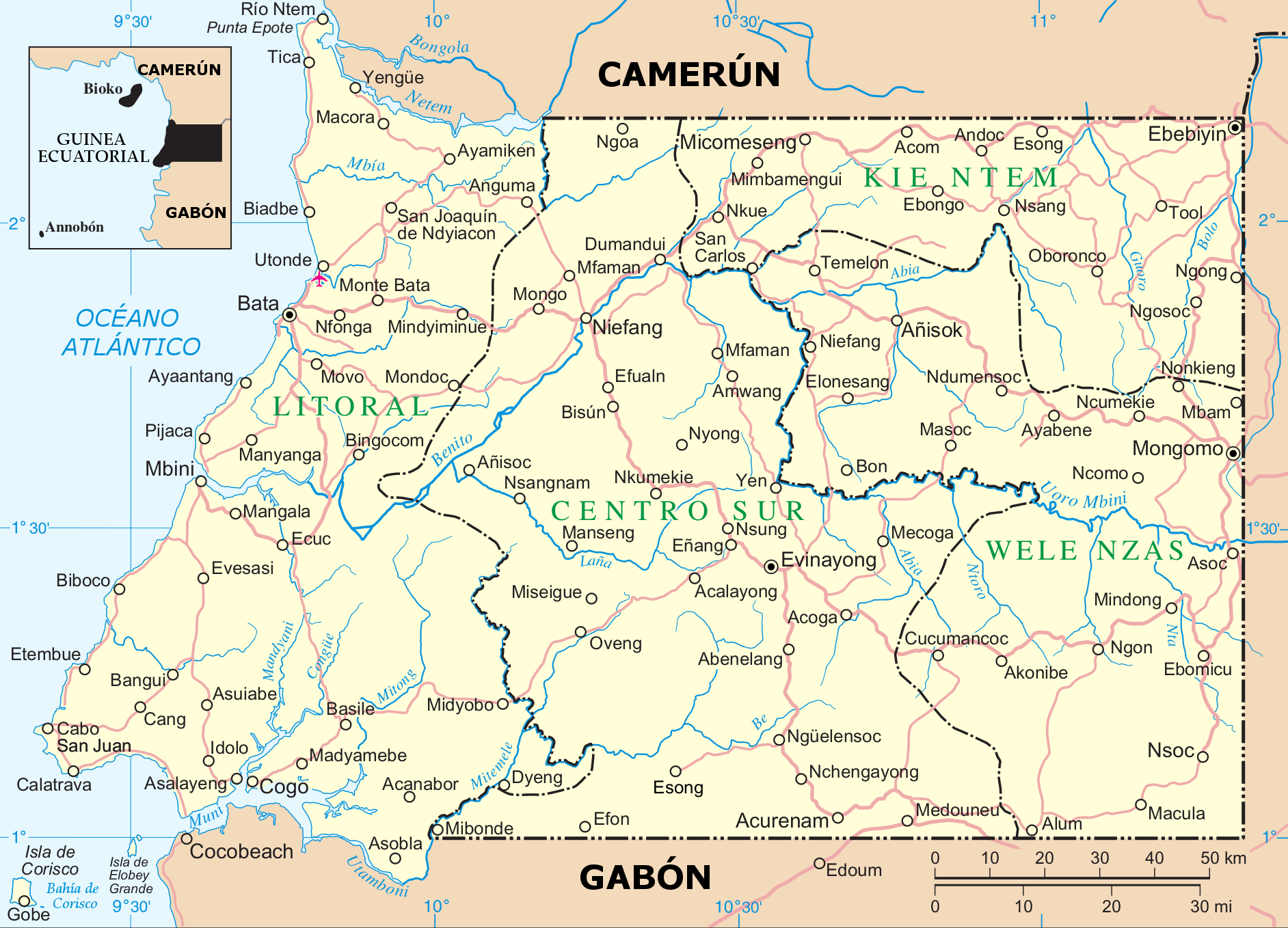
Kogo en la parte continental sur de Guinea Ecuatorial, en el estuario del río Muni

Esta localidad es conocida por sus ruinas de la arquitectura colonial.
Es la ciudad natal del ilustre médico y político ecuatoguineano Wenceslao Mansogo Alo, del primer Obispo ecuatoguineano, el Doctor Rafael María Nse Abuy y de la capitana de la Selección Femenina de Fútbol de Guinea Ecuatorial Genoveva Añonma. 
Kogo es también conocida por ser históricamente, en el periodo precolonial, el feudo del reino liderado por los Bonkoro, de ahí que se llame a los habitantes de la zona boncoristas.

## Deporte
El equipo de fútbol del Distrito de Kogo es el C.F. Real Boncoro, recientemente relegado a segunda división.

## Ciudad hermana
- Vitoria (España).